# Zanskar
Zanskar ali Zahar (lokalno) ali Zangskar (ladakščina: zangs dkar) je podokraj ali tehsil v okraju Kargil v Ladaku v Indiji. Upravno središče je Padum. Zanskar je najbolj izoliran geološki del Tetis Himalaje in predstavlja najlažji je pristop iz 105 km oddaljenega mesteca Leh. S sosednjo pokrajino Ladak je v zgodovini nekdaj spadal pod tibetansko kraljevino Guge, ki se je nahajala na območju Zahodnega Tibeta.

## Geografski obseg
Zanskar pokriva območje okoli 7000 km² na nadmorski višini med 3500 – 7135 metrov. Sestavljajo ga ozemlje, ki leži ob dveh glavnih vejah reke Zanskar. Prva Doda izvira blizu gorskega prelaza Penzi-La (4400 m) in potem teče jugovzhodno po glavni dolini, ki vodi v Padum, središče Zanskarja.
Drugo vejo tvorita dva pritoka, prvi z imenom Kurgjag reka (chu (ču = reka)), ki izvira blizu visokogorskega prelaza Šingo La (5091 m) in reke Tsarap, ki izvira blizu prelaza Baralača-La. Ti dve reki se združita pod vasjo imenovano Purnej in oblikujeta reko Lungnak (imenovano tudi Lingti ali reka Tsarap). Reka Lungnak teče severozahodno ozkem kanjonu proti osrednji Zanskarski dolini (znani po lokalnem imenu Džung-khor), kjer se zlije z reko Doda in oblikuje reko Zanskar.
Za gorske pohodnike, kot tudi za domačine, je Šingo La tehnično eden od najlažjih prelazov na višini 5000 m v indijski Himalaji, ker ne gre po nobenem ledeniku in tudi ni strmih vzponov.
Reka Zanskar nato teče proti severovzhodu dokler se ne zlije v reko Ind v Ladaku. Visokogorski grebeni ležijo na obeh straneh dolin rek Doda in Lingti-kargjag, ki se raztezajo smeri sever-zahod in jug-vzhod. Na jugovzhodu je masiv Velike Himalaje, ki ločuje Zanskar od kotlin Kisthwar in Čamba. Na severovzhodu leži pogorje Zanskar, ki ločuje Zanskar od Ladaka. Tako je porečje celotnega Zanskarja vezan na reko Zanskar, ki si je vrezala globoko in ozko sotesko skozi pogorje Zanskar.

## Turizem - pohodništvo
Zanskar je znan po svoji zelo lepi pokrajini in gorah. Je tudi najmanj raziskana pokrajina v Džamuju in Kašmirju. Prijetno podnebje, krajina, s snegom pokriti himalajski vrhovi in žuboreče reke so magnet za odlične aktivne počitnice. Zanskar je poznan kot priljubljen kraj za pohodništvo, paragliding in rafting. Med najpriljubljenejše pohodne ture spadajo trase od Lamajura do Darče (Darcha), Lamajuru – Padum. Temperature v Zanskarju so pozimi nizke - okoli minus 30 °C. Se pa prijetno ogreje čez dan v času poletja. Tako je najboljši čas za obisk Zanskarja med junijem in septembrom.
Med turistične zanimivosti v Zanskarju sodijo budistični samostani Zongla, Zongkhul, Stongdey. Samostani so stari več stoletij in so vezani z mnogimi pripovedmi legendarnih modrecev kot je Narop. Glavni mesteci v Zanskarju sta Padum in Karša (Kharsha). Dolino Zanskarja od doline Suru ločuje visokogorski prelaz Penzi La, ki služi kot odlično mesto za kampiranje in nudi izjemno panoramo. Do Zanskarja se pride tudi preko Gogana. Je pa zaprt celih 8 mesecev v koledarskem letu zaradi visokega snega.

## Prebivalstvo
Poseljenost Zanskarja je redka, aprila 2006 je medicinski popis pokazal, da v Zanskarju živi 13.849 ljudi. Medicinski popis je najbolj zanesljiv popis, ker zbira podatke o rojstvih in podatke o umrlih v 22 centrih zdravstvene pomoči. Okoli 95 % prebivalcev je tibetanskih budistov, preostali pa so suniti (muslimani), katerih predniki so se naselili v Padumu in okolici v 19. stoletju. Večina Zanskarcev je mešana med tibetanskim in indo-evropskim poreklom; konkretneje med Čangpa, Dardijci in Mon. Slednji so pravzaprav etnični Dardi, vendar različni od kasnejših Dardijskih doseljencev.
Prebivalstvo živi v raztresenih malih vaseh, največje je središče Padum, z okoli 700 prebivalci. Večina vasi je v dolinah reke Zanskar in njenih dveh glavnih pritokov. Prebivalstvo živi skoraj samozadostno in donedavna tudi v popolni avtarkiji. Trgovina z zunanjim svetom je sicer bila vedno nujna za pridobitev določenega blaga kot so orodje, nakit in religiozni predmeti.
Glavna gospodarska aktivnosti Zanskarcev je živinoreja in obdelava zemlje, ki jo imajo v lasti. V živinoreji ima posebno pomembno mesto jak. Jake uporabljajo za oranje zemlje, spravilo žita in prenos težkih tovorov (do 200 kg), njihovi iztrebki pa se uporabljajo ne samo za gnojenje ampak tudi kot edino razpoložljivo gorivo. Jak je vir za mleko in le redko za meso. Jakovo krzno se uporablja za oblačila, preproge, vrvi in tudi za posteljna pokrivala.
Kultivirane zemlje je malo in je omejena na rečne nanose in terase, obdelava pa sega do največ 4000 m nadmorske višine. Razširjena je praksa poliandrijskih porok, v katerih je več bratov poročeno z isto ženo. Prisotna je tudi visoka mortaliteta med novorojenčki.

## Religija
Velika večina Zanskarcev je budistov, razen 300 sunitskih Muslimanov v Padumu, ki so v glavnem prišli iz Kargila. Večina raztresenih vasi ima budistični tempelj, v katerem so stare stenske slike in thangke. Budizem večinsko sledi šoli ali sekti Drukpa Kagju, h kateri sodijo samostani Sani gompa, Dzonghul gompa, Stagrimo in Bardan gompa. Ti samostani vzdržujejo povezavo s prednikom samostana Stakna gompa v dolini Inda. Šola ali sekta Gelug kontrolira samostane Rangtun gompa, Kurča gompa, Strongde in Fuktal gompa, ki so vsi podrejeni Ngari Rinpočeju, ki živi v samostanu Likir (gompa) v Ladaku. Ngari Rinpoče je sedanji mlajši brat dalajlame.

## Galerija fotografij budističnih samostanov v Ladaku
- Budistični samostan Fuktal v severovzhodnem Zanskarju
- Budistični samostan Lingšed
- Budistični samostan Diskit
- Budistični samostan Čimre
- Pogled iz budističnega samostana Kurča v dolino Zanskar
- Budistični samostan Lamajuru v Ladaku
- Budistični samostan Namgjal Cemo v Ladaku
- Budistični samostan Rangdum iz severa, Zanskar
- Budistični samostan Rizong, Ladak
- Budistični samostan Likir, Ladak
- Budistični samostan Stakna nad reko Ind
- Budistični samostan Tikse, Ladak